# Ngân hàng Thanh toán Quốc tế
Ngân hàng Thanh toán Quốc tế (tiếng Anh: Bank for International Settlements; viết tắt: BIS) là một tổ chức quốc tế của các ngân hàng trung ương, thậm chí có thể nói nó là ngân hàng trung ương của các ngân hàng trung ương trên thế giới. BIS có vai trò thúc đẩy sự hợp tác giữa các ngân hàng trung ương và các cơ quan khác để ổn định tiền tệ và tài chính. Hoạt động của BIS được thực hiện bởi các tiểu ban, ban thư ký của nó và bởi hội nghị toàn thể các thành viên được tổ chức hàng năm. BIS cũng cung ứng các dịch vụ ngân hàng, nhưng chỉ cho ngân hàng trung ương, hoặc các tổ chức quốc tế tương tự nó. BIS được thành lập năm 1930 theo Hiệp ước Hague và có trụ sở chính tại Basel, Thụy Sĩ.

## Tổ chức quốc tế của các ngân hàng trung ương
Với tư cách là tổ chức của các ngân hàng trung ương, hàng năm BIS tổ chức các hội nghị thống đốc ngân hàng trung ương để thảo luận về các vấn đề tiền tệ quốc tế và điều chỉnh vĩ mô. BIS tìm cách làm cho chính sách tiền tệ của 55 ngân hàng trung ương thành viên trở nên dễ dự báo hơn và minh bạch hơn. Mặc dù chính sách tiền tệ là đối tượng thuộc về chủ quyền quốc gia, song nó là điều kiện chế ước đối với các hoạt động ngân hàng trung ương và tư nhân và cả đối với hoat động đầu cơ ảnh hưởng tới tỷ giá hối đoái đặc biệt là tới vận mệnh của các nền kinh tế xuất khẩu. Nếu không làm cho chính sách tiền tệ phù hợp với thực tế và thực hiện cải cách tiền tệ đúng thời điểm (55 ngân hàng trung ương thành viên và Quỹ Tiền tệ Quốc tế thường gọi đây là chính sách đồng thời), thì sẽ dẫn tới những tổn thất to lớn. Phối hợp chính sách chặt chẽ để làm gì? Để đảm bảo rằng việc can thiệp của ngân hàng trung ương khi cố gắng đạt được các mục tiêu đã đề ra sẽ không quá tốn kém. Ngoài ra, còn để cho cơ hội khu vực tư nhân lợi dụng sự thay đổi chính sách hay khác biệt về chính sách mà đầu cơ là rất ít và mau qua.
BIS có hai mục tiêu cụ thể: quy định về tỷ lệ vốn tự có và minh bạch về tỷ lệ dự trữ bắt buộc.

## Quy định về tỷ lệ vốn tự có
Quy định về tỷ lệ vốn tự có của ngân hàng (gọi tắt là quy định BIS) ra đời sau khi một ngân hàng lớn của Mỹ là Continental Illinois phá sản năm 1984 gây ra những chấn động quốc tế thông qua các giao dịch hải ngoại của nó. BIS yêu cầu tỷ lệ vốn tự có của ngân hàng (tỷ lệ giữa vốn và tài sản) phải trên một mức tiêu chuẩn quốc tế tối thiểu do BIS đề ra nhằm bảo vệ tất cả các ngân hàng trung ương có liên quan. Từ quan điểm quốc tế, đảm bảo tỷ lệ vốn tự có là vấn đề quan trọng nhất giữa các ngân hàng trung ương, bởi vì hoạt động cho vay mang tính đầu cơ dựa trên sự mạo hiểm cho vay quá tiềm lực vốn của ngân hàng có thể gây ra khủng hoảng kinh tế (định luật Gresham).

## Minh bạch hóa tỷ lệ dự trữ
Chính sách tỷ lệ dự trữ là công cụ rất mạnh để kiểm soát lạm phát và bong bóng tài sản, nên BIS cố gắng chuẩn hóa chính sách này.